# أوبريتشنيا
وأوبريتشنينا ((بالروسية: опри́чнина)‏، (بالروسية: ɐˈprʲit͡ɕnʲɪnə)‏

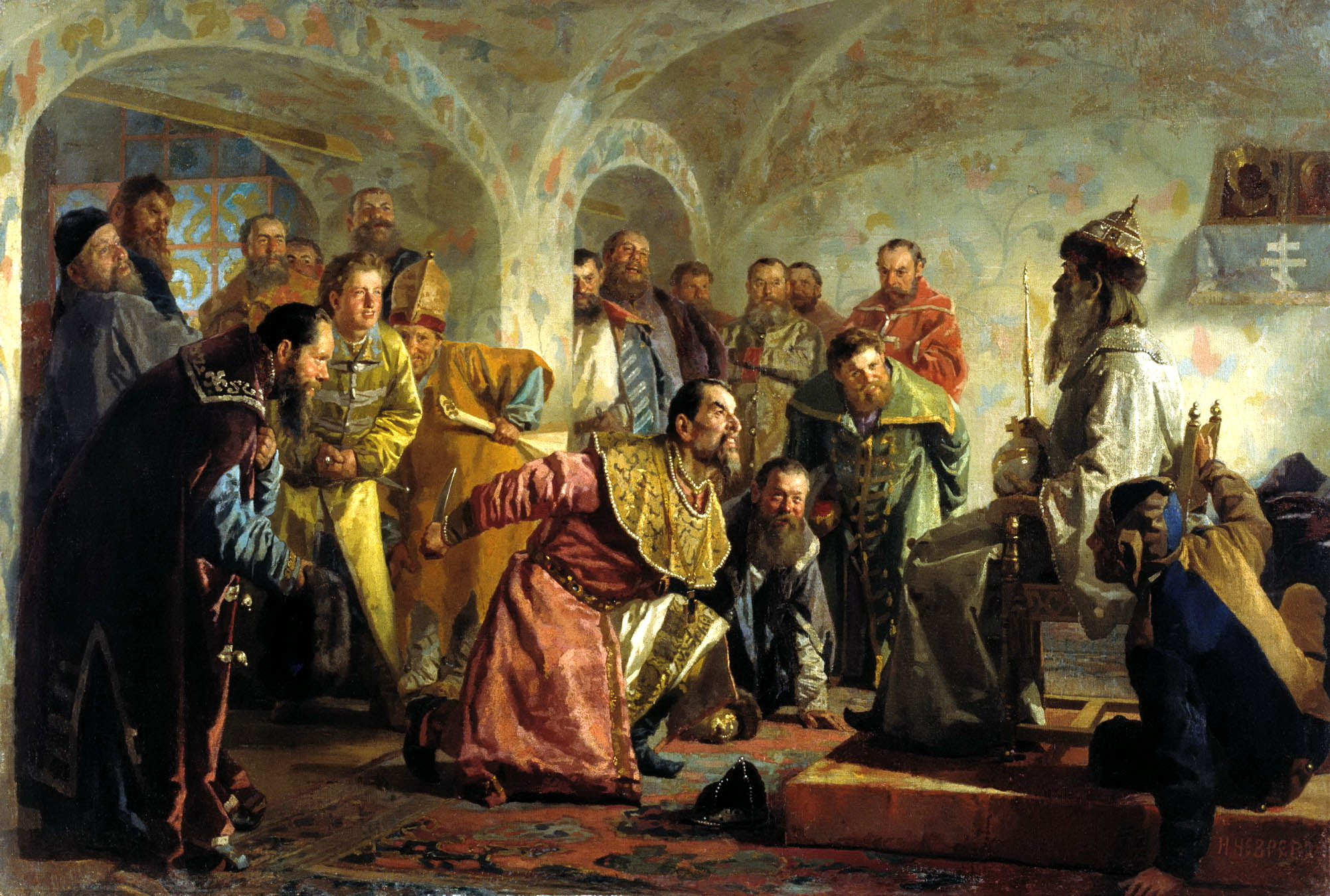
أوبريتشنيكس.
توضح هذه اللوحة التي رسمها نيكولاي نيفريف أن الأوبريتشنيكس كان على وشك طعن آي بي فيودوروف بالسكين (عام 1568)، الذي أجبروه على الجلوس على عرش القيصر

) عبارة عن فترة من التاريخ الروسي من عام 1565 إلى 1572 والتي أسس خلالها القيصر إيفان الرهيب سياسة داخلية تخص البوليس السري والاضطهادات بالجملة وحالات الإعدام العامة ومصادرة أراضي طبقة النبلاء الروس. وكان يطلق على الشرطة السياسية المكونة من ستة آلاف نسمة والتي كانت تتولى تنفيذ السياسة اسم أوبريتشنيكي، وينطبق مصطلح أوبريتشنيا أيضًا على تنظيم البوليس السري وعلى الإقليم الذي حكمه القيصر مباشرة خلال تلك الفترة والتي عملت خلالها الأوبريتشنيكي.
ومصطلح أوبريتشنيا، الذي صاغه إيفان لهذه السياسة، مشتق من الكلمة الروسية oprich ((بالروسية: опричь)‏، والتي تعني فضلاً عن أو باستثناء).

## الأسباب
في عام 1558، بدأ القيصر إيفان الرابع الحرب الليفونية بعد أن رفض اتحاد الليفونية دفع الضرائب لروسيا. وكان هناك اتحاد أوسع ضم بولندا ولتوانيا والسويد والذين دخلوا في الحرب ضد روسيا. وأصبحت الحرب طويلة الأمد وباهظة التكلفة. حيث تم شن الغارات ضد روسيا على يد تتار القرم والغزاة البولنديين والليتوانيين وضربها المجاعات والحصار التجاري وتصاعُد تكاليف الحرب.
وفي عام 1564، قاد الأمير أندريه كوربسكي، الذي انضم إلى الليتوانين، الجيش الليتواني ضد روسيا، ودمر المنطقة الروسية فيليكي لوكي.
وبدأ الشك يساور القيصر إيفان في أن الأرستقراطيين الآخرين على استعداد أيضًا لخيانته. وقد فسر كل من في أو كليوتشيفسكي (V.O. Klyuchevskii) وإس بي فيسيلوفسكى (S.B. Veselovskii) أوبريتشنينا من حيث جنون عظمة إيفان ونفيا الأهداف الاجتماعية الأكبر لأوبريتشنينا. ومع ذلك، زعم المؤرخ سيرجي فيودوروفيتش بلاتونوف (Sergei Fyodorovich Platonov) أن إيفان الرابع نظر إلى أوبريتشنينا على أنها قمع لأرستقراطية بويار الصاعدة. وتوسع البروفيسور إيزابيل دي مدارياغا (Isabel de Madariaga) في هذه الفكرة ليشرح أوبريتشنينا على أنها محاولة من إيفان لإخضاع جميع الطبقات الاجتماعية المستقلة للاستبداد.

## النشأة
في 3 ديسمبر 1564، غادر إيفان الرابع موسكو في رحلة لأداء الحج. وفي حين كانت هذه الرحلات روتينية للجالس على العرش، أهمل إيفان وضع الترتيبات المعتادة للحكم في حالة غيابه. وعلاوةً على ذلك، رافقه عدد كبير من الحراس الشخصيين على نحو غير عادي، وعدد كبير من البويار، والخزانة العامة.
وبعد شهر من الصمت، أصدر إيفان أخيرًا رسالتين من تحصيناته في أليكساندروفا سلوبودا في 3 يناير. وكانت الأولى موجهة لنخبة المدينة تتهمهم بالاختلاس والخيانة العظمى. وكانت هناك اتهامات أخرى بشأن رجال الدين وحمايتهم للبويار المدانين. وفي نهاية المطاف، أعلن إيفان تنازله عن العرش. وكانت الرسالة الثانية موجهة إلى سكان موسكو وادعى فيها «أنه لا يحمل أي غضب ضد» مواطنيها. كانت محكمة البويار مقسمة بين سلوبودا وموسكو، وكانت غير قادرة على الحكم في غياب إيفان وخافت غضب المواطنين في بلدية موسكو. وغادر مبعوث البويار إلى ألكساندروفا سلوبودا ليتوسل إيفان للعودة إلى العرش.
وافق إيفان الرابع على العودة بشرط أنه يجوز له اضطهاد الخيانة خارج القيود القانونية. وطالب بإعدام الخونة ومصادرة أراضيهم دون تدخل من مجلس بويار أو الكنيسة. ولمواصلة تحقيقاته، أصدر إيفان مرسومًا بإنشاء أوبريتشنينا (وهو مصطلح يرجع بالأساس إلى الأرض الموجودة على يسار أرملة من النبلاء، منفصلة عن أرض أولادها). كما قرر دفع ضريبة تصل إلى 100,000 روبل لدفعها إلى أوبريتشنينا

## المنظمات
تألفت أوبريتشنينا من إقليم منفصل داخل حدود روسيا، في الغالب في إقليم جمهورية نوفغورود السابقة في الشمال. وشملت هذه المنطقة العديد من المراكز المالية للدولة، بما في ذلك منطقة الملح ستارايا روسا ومدن التجار البارزين. وتولى إيفان سلطة حصرية على أراضي أوبريتشنينا. بينما حكم مجلس بويار زيمشتشينا ('أرض')، المقاطعة الثانية للدولة. وحتى عام 1568، اعتمدت أوبريتشنينا على العديد من المؤسسات الإدارية الخاضعة لولاية زيمشتشينا. وعندما وصل النزاع إلى قمته بين زيمشتشينا وأوبريتشنينا أنشأ إيفان مؤسسات مستقلة داخل أوبريتشنينا.
كما تعهد إيفان أيضًا بإنشاء حارس شخصي معروف باسم أوبريتشنيكي. وكان قويًا للغاية بالأساس. وقد أشرف نبلاء أوبريتشنيكي باسمانوف ألكسي (Aleksei Basmanov) وفيازيمسكي أفاناسي (Afanasy Viazemsky) على التوظيف. وكان النبلاء وسكان القرية الذين لا تربطهم علاقة بزيمشتشينا أو إدارتها مؤهلين للعمل في وظيفة الحرس الجديد لإيفان. وقد أكد هنري ترويا (Henri Troyat) على تواضع أصل المجندين الجدد في أوبريتشنينا. ومع ذلك، جادل المؤرخ في بي كوبرن (V.B. Kobrin) بأن التحول إلى الطبقات الدنيا يشكل تطورًا متأخرًا في عصر أوبريتشنينا. حيث كان للعديد من أوبريتشنيكي علاقات وثيقة بالإمارة وعشائر بويار في روسيا.
وقد أدت التقسيمات الإقليمية بموجب أوبريتشنينا إلى إعادة التوطين الشامل. وعندما سقطت ملكية نبلاء زيمشتشينا داخل إقليم أوبريتشنينا، قام أوبريتشنيكي بالاستيلاء على أراضيهم وأجبر أصحابها على النزوح إلى أرض زيمشتشينا. وشمل إقليم أوبريتشنينا خدمة العقارات بشكل أساسي. وقد جادل إس بي فيسيلوفسكى وإيه إيه زيمين أن هذا التقسيم ترك ملكية وراثية لم تتأثر إلى حد كبير. ومع ذلك، يطرح بلاتونوف (Platonov) وغيره من أهل العلم أن إعادة التوطين تهدف إلى تقويض سلطة النبلاء المستوطنين. وقد استشهد بافلوف (Pavlov) بنقل جنود زيمشتشينا من أراضي أوبريتشنينا إلى عقارات الوراثة كضربة قوية لسلطة الفئة الأميرية. وقد قلل تقسيم عقارات الوراثة من تأثير النخب الأميرية في محافظاتهم الأصلية. وكانت المحافظة الأكثر تضررًا هي سوزدال التي فقدت 80% من طبقة النبلاء.
وقد تتمتعت أوبريتشنيكي بالامتيازات الاجتماعية والاقتصادية تحت أوبريتشنينا. بينما فقد بويار زيمشتشينا الوراثة وأرض الخدمة على حد سواء، واحتفظ أوبريتشنيكي بمقتنيات الوراثة التي سقطت في أراضي زيمشتشينا. وعلاوةً على ذلك، منح إيفان أوبريتشنينا غنائم من الضرائب الباهظة المفروضة على نبلاء زيمشتشينا. وكان أوبريتشنيكي الذي يعلو نجمه مدينًا بالولاء لإيفان، وليس للوراثة أو السندات المحلية.

## العمليات
استهدفت الموجة الأولى من الاضطهاد العشائر الأميرية في روسيا في المقام الأول، ولا سيما عائلات سوزدال ذات النفوذ. وقد أعدم إيفان أعضاء بارزين من عشائر البويار ونفى وعذب البعض الآخر على أساس الاتهام بالتآمر ضده. وشهد عام 1566 نمو أوبريتشنيا إلى ثماني مناطق مركزية. وقد تحول 570 نبيلاً من أصل 12,0000 نبيل إلى أوبريتشنيا، وتم طرد الباقين. وكان عليهم أن يشقوا طريقهم إلى زيمشتشينا في منتصف فصل الشتاء، وتم إعدام الفلاحين الذين ساعدوهم. وفي بادرة رحمة من إيفان، قام باستدعاء عدد من البنلاء إلى موسكو. حتى أن القيصر زار نبلاء زيمشتشينا زيارة قصيرة من أجل زيمسكي سوبور بشأن الحرب الليفونية. وطرح إيفان سؤالاً عما إذا كان ينبغي على روسيا تسليم الأراضي الليفونية إلى ليتوانيا المنتصرة مؤخرًا أو الحفاظ على الجهد المبذول للتغلب على المنطقة. ووافقت الهيئة على تدابير الحرب والضرائب المقدمة الطارئة لدعم الخزانة المستنزفة.
ومع ذلك، أرسلت سوبور أيضًا التماسًا لوضع حد لأوبريتشنينا. وقد تفاعل القيصر مع تجدد إرهاب أوبريتشنينا. وأمر إيفان بإلقاء القبض فورًا على مقدمي الالتماسات وأعدم قادة المظاهرة المزعومة. وتوصلت المزيد من التحقيقات إلى وجود ارتباط بين إيفان فيديروف (Ivan Federov)، رئيس مجلس شورى زيمشتشينا، والمؤامرة للإطاحة بإيفان؛ فتم عزل فيديروف من المحكمة وأعدم بعد ذلك بوقت قصير.
وأدت الإطاحة بالملك إريك الرابع عشر ووفاة زوجة إيفان الثانية إلى تفاقم شكوك إيفان. وتحول انتباهه إلى مدينة نوفغورود الشمالية الغربية. وقد استضافت نوفغورود، ثاني أكبر مدينة في روسيا، نبلاء الخدمة العسكرية الكبار الذين كانوا على علاقة ببعض أسر البويار المدانين في موسكو. وعلى الرغم من بقاء المدينة تحت حكم إيفان الثالث، حافظت نوفغورود على المنظومة السياسية التي تم فصلها عن الإدارة المركزية في روسيا. وعلاوةً على ذلك، زاد تأثير المدينة في الشمال الشرقي حين واجهت المدينة التقدم العسكري ضد حدود ليتوانيا. وأدت خيانة تسليم حدود مدينة إيزبورسك إلى ليتوانيا أيضًا إلى أن ساورت إيفان الشكوك حول إيمان المدن الحدودية.
وقد ساهم إيفان الرابع وانفصال أوبريتشنيكي في إحداث الرعب لمدة شهر في نوفغورود. وقد داهمت أوبريتشنيكي البلدة وأجرت عمليات إعدام بين جميع الطبقات. كما شكلت الحملة الليفونية استنزافًا كبيرًا لموارد الدولة، واستهدف إيفان المقتنيات الكنسية ومقتنيات التجار بحماسة خاصة. وبعد نوفغورود، تحولت شركة أوبريتشنيكي إلى مدينة تجارية مجاورة تسمى بسكوف. وقد تلقت المدينة معاملة رحيمة نسبيًا. وقللت أوبريتشنيكي من عمليات الإعدام وركزت أساسًا على الاستيلاء على الثروة الكنسية. ووفقًا لحساب شعبي مشكوك في صحته، تنبأ زاهد ديني مجنون بسقوط إيفان ودفع هذا القيصر الديني العميق لتجنيب المدينة. وبدلاً من ذلك، ربما شعر إيفان بعدم الحاجة إلى إذاعة الخوف في بسكوف نظرًا للنهب الذي أحدثه في وقت سابق للمدينة في أعقاب خيانة إيزبورسك. وربما كانت الحالة المالية المتدهورة للدولة والحاجة إلى دعم خزانة الحرب مصدر إلهام للغارة الثانية.
وقد أبقى إيفان الرابع على الذعر المتزايد لدى عودته إلى موسكو. وتم إجراء سلسلة من الإعدامات الوحشية الخاصة في الهواء الطلق في ساحة باغان في موسكو. وبدأ الاضطهاد لاستهداف قيادة أوبريتشنينا نفسها. ورفض القيصر بالفعل مشاركة باسمانوف وفيازيمسكي في حملة نوفغورود. ولدى عودته، حكم إيفان على الاثنين بالسجن، حيث توفيا بعد ذلك بقليل. ويربط بافلوف بدوره بين عودة إيفان ضد المراتب العليا في أوبريتشنيكي والعدد المتزايد من صغار السن بين صفوفها. وكان رد فعل إيفان للاستياء الواضح بين أوبريتشنيكي الأميرية على مدى المعاملة الوحشية لنوفغورود. وعلاوة على ذلك، ربما أدى تفاوت الدرجة إلى تعيين مجندين أقل مقارنة بأوبريتشنيكي الأميرية. ونظرًا لشكوك إيفان في الأوبريتشنيكي كبار السن فيما يتعلق بمسألة نوفغورود، ربما أقدم المجندون صغار السن على عمليات الاضطهاد الجديدة لزيادة نفوذهم في تسلسل أوبريتشنينا الهرمي.

## حل البرلمان
شهد عام 1572 سقوط هيكل دولة أوبريتشنينا. وقد تم توحيد أراضي زيمشتشينا وأوبريتشنينا تحت سيادة مجلس بويار بعد إصلاحه، الذي ضم أعضاء من كلا الجانبين من الجهاز المقسّم.
وقد ذكر العلماء عوامل متنوعة لشرح حل أوبريتشنينا. وقد حرق تتار القرم موسكو في عام 1571 (حرب القرم الروس). وربما أدى نجاح التتار إلى زعزعة إيمان القيصر في فعالية أوبريتشنينا. ووجد إيفان أن تقسيم الدولة غير فعال في فترة الحرب وأنه يشكل ضغوطًا اجتماعية واقتصادية خطيرة. وبدلاً من ذلك، ربما اعتبر إيفان أوبريتشنينا نوعًا من النجاح؛ حيث أدت إلى ضعف النخبة الأميرية، وربما رأى القيصر أن الذعر لم يعد مجديًا.

## التراث
وقد أكد الباحث روبرت سي كرامي) وبلاتونوف على الأثر الاجتماعي لإعادة التوطين الجماعي تحت أوبريتشنينا. وقد عرّض تقسيم العقارات الكبيرة إلى قطع أوبريتشنيك صغيرة الفلاحين إلى سلطة مالكة أكثر صرامة. وعلاوةً على ذلك، برز سكان متنقلون جدد نظرًا لأن الإرهاب الذي تمارسه الدولة والاستيلاء على الأراضي قد أجبر العديد من الفلاحين على ترك أراضيهم. وقد أدت الزيادة في عدد السكان المتنقلين في نهاية المطاف إلى إضفاء الطابع المؤسسي على العبودية عن طريق العرش الروسي.
وقد أكد المؤرخ إيزابيل دي مدارياغا (Isabel de Madariaga) على دور أوبريتشنينا في توطيد السلطة الأرستقراطية. وقللت إعادة التوطين من سلطة طبقة النبلاء الوراثية. واستبدل ملاك أراضي أوبريتشنيكي الذين كان ولاؤهم للعرش الأرستقراطية التي ربما تطورت في شكل طموحات سياسية مستقلة. بدلاً من ذلك، لخص كرامي (Crummey) الآثار الاجتماعية لأوبريتشنينا بأنها فاشلة. ومن هذا المنظور، فشلت أوبريتشنينا في تحقيق دوافع اجتماعية متماسكة والسعي بدلاً من ذلك لإحداث ذعر وإرهاب غير مركز إلى حد كبير.
إيفان لازيتشنيكوف كتب تراجيديا أوبريتشنيكي (بالروسية: Опричники)‏، والتي بنى عليها تشايكوفسكي أوبرا أوبريتشنيك. وألهمت أوبرا تشايكوفسكي بدورها لوحة 1911 أبوليناري فاسنيتسوف، التي تصور شارع المدينة والناس يفرون في ذعر عند وصول أوبريتشنيكي.

## كتابات أخرى
- Walter Leitsch. "Russo-Polish Confrontation" in Taras Hunczak, ed. "Russian Imperialism". Rutgers University Press. 1974, p. 140
- Oleg Gordievsky and كريستوفر أندرو (1999). KGB: The Inside Story of its intelligence operations from Lenin to Gorbachev (Russian language edition, Moscow, Centerpoligraph, ISBN 5-227-00437-4, page 21)

## وصلات خارجية
- The New York Times Book (Review - A Dystopian Tale of Russia’s Future (2011/03/13